# Argyrosomus
Argyrosomus es un género de pez de la familia Sciaenidae en el orden de los Perciformes.

## Especies
Las especies de este género son:
- Argyrosomus amoyensis (Bleeker, 1863)
- Argyrosomus beccus Sasaki, 1994
- Argyrosomus coronus Griffiths & Heemstra, 1995
- Argyrosomus heinii (Steindachner, 1902)
- Argyrosomus hololepidotus (Lacepède, 1801)
- Argyrosomus inodorus Griffiths & Heemstra, 1995
- Argyrosomus japonicus (Temminck & Schlegel, 1843)
- Argyrosomus regius (Asso, 1801)
- Argyrosomus thorpei Smith, 1977